# Jalmari Kivenheimo
Viktor Jalmar „Jalmari“ Kivenheimo (* 25. September 1889 in Tuusula; † 29. Oktober 1994 in Mikkeli) war ein finnischer Kunstturner. 
Kivenheimos größter Erfolg war der Gewinn der Silbermedaille im Kür-Mehrkampf mit der finnischen Mannschaft bei den Olympischen Sommerspielen 1912 hinter Olympiasieger Ungarn.
Kivenheimo starb am 29. Oktober 1994 im Alter von 105 Jahren und ist damit der älteste Olympionike aller Zeiten.